# Lagune von Óbidos
Die Lagune von Óbidos (port.: Lagoa de Óbidos) ist eine Lagune an der Westküste Portugals. An ihrer breitesten Stelle ist sie 1,8 km breit. Sie erstreckt sich vom Atlantischen Ozean unterhalb des Ortes Foz do Arelho etwa 5 km lang in Richtung der Stadt Óbidos, von der sie ihren Namen hat, und bis zu der sie im Mittelalter reichte.
Nachdem das ökologische Gleichgewicht durch Bebauung und Algenvermehrung gefährdet war, wurden von der Gemeinde verschiedene Maßnahmen zum Schutz der Lagune in Angriff genommen.
Auf Wanderungen kann hier eine Vielzahl von Wasser- und Zugvögeln beobachtet werden, inklusive Flamingos. Dazu werden hier die verschiedensten Wassersportarten betrieben, insbesondere Windsurfen.